# Nyereménynyaralás
A Nyereménynyaralás vagy más néven Bikinivadászok (eredeti cím: Private Resort) George Bowers 1985-ben bemutatott vígjátéka. A forgatókönyvet írta Gordon Mitchell. Főszerepben Rob Morrow és Johnny Depp.

## Történet
Ben és Jack jó haverok és nagyon szeretik a nőket. Fiatalokat, időseket, de legfőképp a mezteleneket! Együtt indulnak gazdag csajok utáni vadászatra Miamiban. Ugyancsak itt portyázik az ékszer-lopásra specializálódott Maestro is. Maestro Amanda Rawling értékes nyakláncára pályázik. A fiúk persze mindenbe belekeverednek, óriási félreértés-sorozat, több furcsa személycsere és rengeteg izgalmas kaland veszi kezdetét. Maestro lelepleződik, Amanda Rawling unokája és az egyik csinos pincérnő pedig közös nyaralásra megy a két folyton szerencsétlenkedő fiúval.

## Szereplők
| Szereplő      | Színész            | Magyar hang        | Magyar hang        |
| Szereplő      | Színész            | 1. szinkron (1991) | 2. szinkron (2007) |
| ------------- | ------------------ | ------------------ | ------------------ |
| Ben           | Rob Morrow         | Csonka András      | Markovics Tamás    |
| Jack          | Johnny Depp        | Bor Zoltán         | Pálmai Szabolcs    |
| Patti         | Emily Longstreth   | Csellár Réka       | ?                  |
| Dana          | Karyn O'Bryan      | Kisfalvi Krisztina | Dögei Éva          |
| A Maestro     | Héctor Elizondo    | Incze József       | Rosta Sándor       |
| Mrs. Rawlings | Dody Goodman       | Kassai Ilona       | Szabó Éva          |
| Reeves        | Tony Azito         | Tolnai Miklós      | Csuha Lajos        |
| Shirley       | Hilary Shepard     | Radó Denise        | N/A                |
| Bobbie Sue    | Leslie Easterbrook | Simorjay Emese     | Nyírő Bea          |
| Scott         | Michael Bowen      | N/A                | Moser Károly       |
| Alice         | Lisa London        | N/A                | N/A                |
| Curt          | Andrew Dice        | Rosta Sándor       | Varga Rókus        |
| Borbély       | Ronald E. House    | Versényi László    | Balázsi Gyula      |
| Mike          | Christopher Wynne  | N/A                | Szabó Máté         |

## Televíziós megjelenések
2. magyar szinkron: RTL Klub